# Psicogènesi
La psicogènesi és la branca de la psicologia que estudia l'origen de possibles trastorns o automatismes psíquics del subjecte. És, per tant, una branca de la psicologia del desenvolupament. El terme (fruit de la unió dels morfemes grecs psikhe, 'ànima', i genesis, 'origen') va ser introduït pels psicoanalistes, que pensaven que l'estat present d'una persona adulta es podia explicar sovint pels esdeveniments de la infància (algunes escoles inclouen fins i tot els problemes del part o l'embaràs), per la qual cosa localitzant l'origen de l'alteració es podia explicar i tractar d'una manera més adequada.